# Rudolf Miethig
Rudolf Miethig (Zwickau, Alemanha, 17 de Outubro de 1921 – 10 de Junho de 1943, perto de Krymsk, Rússia) foi um piloto alemão da Luftwaffe durante a Segunda Guerra Mundial. Voou em centenas de missões de combate, nas quais abateu 101 aeronaves inimigas, o que fez dele um ás da aviação. No dia em chegou à sua centésima vitória, abateu a sua centésima primeira aeronave ao lançar o seu avião contra ela, o que provocou a sua morte. Foi condecorado com a Cruz de Cavaleiro da Cruz de Ferro.